# Kappa Pegasi
Kappa Pegasi (κ Pegasi, förkortat Kappa Peg, κ Peg) som är stjärnans Bayerbeteckning, är en tripelstjärna belägen i den nordvästra delen av stjärnbilden Pegasus. Den har en skenbar magnitud på 4,14[a] och är synlig för blotta ögat där ljusföroreningar ej förekommer. Baserat på parallaxmätning inom Hipparcosuppdraget på ca 28,9 mas, beräknas den befinna sig på ett avstånd på ca 113 ljusår (ca 35 parsek) från solen. 

## Egenskaper
Primärstjärnan Kappa Pegasi A är en gul till vit underjättestjärna av spektralklass F5 IV. Den har en massa som är omkring 50 procent större än solens massa, en radie som är ca 3,6 gånger större än solens och utsänder från dess fotosfär ca 22 gånger mera energi än solen vid en effektiv temperatur på ca 6 600 K.
Konstellationen består av två komponenter, betecknade Kappa Pegasi A och B, som är separerade med ett vinkelavstånd på 0,235 bågsekunder. De kretsar kring varandra med en omloppsperiod på 11,6 år. Den ljusare medlemmen av stjärnparet, Kappa Pegasi B, är i sig en spektroskopisk dubbelstjärna, med komponenterna betecknade Kappa Pegasi Ba och Kappa Pegasi Bb. De kretsar kring varandra med en period på 6 dygn. Det finns också en fjärde komponent, Kappa Pegasi C, som kan vara en optisk följeslagare.